# Visoće
Visoće is een plaats in de gemeente Žumberak in de Kroatische provincie Zagreb. De plaats telt 30 inwoners (2001).